# Chang (naam)
Chang is een Chinese familienaam. In Hongkong wordt deze naam door HK-romanisatie geromaniseerd als Sheung. Chang staat op de 80e plaats in de Baijiaxing en in 2006 stond het op de 87e plaats van meest voorkomende namen in China. 
In Republiek China (Taiwan) is Chang de romanisatievorm van de naam Zhang vanwege het gebruik van Wade-Giles.
Vietnamees: Thường

## Bekende personen met de naam
- Chang Wanquan
- Chang Zhenming
- Chang Yongxiang